# Daria Vivien Wolf
Daria Vivien Wolf (* 1. September 2001 in Berlin) ist eine deutsche Schauspielerin, Hörspiel- und Synchronsprecherin.

## Leben und Karriere
Wolf wurde in Berlin geboren. Von 2019 bis 2023 absolvierte sie ein Schauspielstudium an der Filmuniversität Babelsberg.
2023 spielte sie eine der Episodenhauptrollen in dem Münchner Tatort Königinnen.

## Filmografie (Auswahl)
- 2016: Rohbauten (Kurzfilm)[2]
- 2018: Der Kriminalist (Fernsehserie, Folge Scherbentod)
- 2018: In aller Freundschaft (Fernsehserie, Folge Steh deinen Mann!)
- 2021: Sportabzeichen für Anfänger (Fernsehfilm)
- 2021: SOKO Stuttgart (Fernsehserie, Folge Der letzte Wille)
- 2021: WaPo Bodensee (Fernsehserie, Folge Die letzte Meile)
- 2022: Polizeiruf 110: Daniel A. (Fernsehreihe)
- 2022: Z.E.R.V. (Fernsehserie)
- 2023: Käthe und ich: Freundinnen für immer (Fernsehreihe)
- 2023: Tatort: Königinnen (Fernsehreihe)
- 2024: Blackout bei Wellmanns (Fernsehfilm)
- 2024: In aller Freundschaft – Die jungen Ärzte (Fernsehserie, Folge Hierarchien)
- 2024: Hungry (Fernsehserie)

## Synchronisation (Auswahl)
- 2011: Lucky Christmas – Ein Hauptgewinn zu Weihnachten (Fernsehfilm)
- 2015: Hana Saeidi in Taxi Teheran[3]
- 2016: Schneewelt – eine Weihnachtsgeschichte (Fernsehserie)
- Seit 2022: Beth und das Leben (Fernsehserie)

## Hörspiele (Auswahl)
- 2019: Tanja Sljivar: All Adventurous Women Do. Eigenwillige Coming of Age-Geschichte (ONA) – Regie: Hans Block (Original-Hörspiel – WDR)

Quelle: ARD-Hörspieldatenbank